# Gonzalo Barrios
Gonzalo Barrios Bustillos (Acarigua, Portuguesa, Venezuela, 10 de enero de 1902 - Caracas, Venezuela, 10 de mayo de 1993) fue un político y abogado venezolano, miembro fundador del partido socialdemócrata Acción Democrática. Gobernador del Distrito Federal; Secretario General de la Presidencia; Ministro del Interior y presidente del Congreso de la República. En 1968 se presentó por su partido a la presidencia de Venezuela, perdiendo ante el candidato de Copei, Rafael Caldera.

## Primeros años
Hijo de Benjamín Barrios y de Paula Bustillos Unda. Realiza estudios primarios en su ciudad natal y cursa el bachillerato en el colegio La Salle de Barquisimeto (1917-1920). Después reside en Caracas, donde estudia ciencias políticas y sociales en la Universidad Central de Venezuela, obteniendo el grado de licenciado en 1924. 
En 1929, tiene que abandonar el país por haber sido acusado de participar en la sublevación del general José Rafael Gabaldón, ocurrida entre abril y mayo de ese año, contra la dictadura de Juan Vicente Gómez, exiliándose en Francia hasta 1931. Durante este año se traslada a España, donde comparte destierro con Rómulo Gallegos. Ambos regresan al país en marzo de 1936, luego de ocurrida la muerte del Presidente Juan Vicente Gómez. 
A partir de esa fecha comienza a participar activamente en la actividad política, siendo fundador del Movimiento de Organización Venezolana (ORVE), del cual fue secretario juvenil. En 1937 es electo senador por el estado Portuguesa. Sin embargo, al ser disueltos los partidos políticos por el general Eleazar López Contreras, es incluido en el grupo de 47 dirigentes expulsados a México por decreto ejecutivo del 13 de marzo de 1937. En 1939 regresa a Venezuela y se incorpora en actividades políticas clandestina en el Partido Democrático Nacional (PDN). 

## Junta Revolucionaria de Gobierno
En 1941 participa en la fundación de Acción Democrática (AD), organización. Formó parte de la Junta Revolucionaria de Gobierno que se constituyó tras el derrocamiento del presidente Isaías Medina Angarita, el 18 de octubre de 1945.

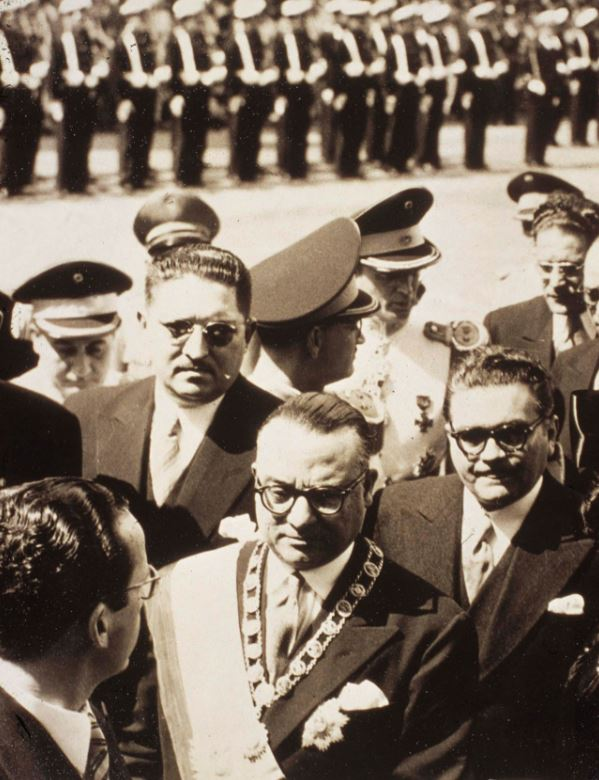
Gonzalo Barrios al lado del presidente Rómulo Betancourt en el Palacio Federal Legislativo.

Al ser electo Rómulo Gallegos como presidente y tomar posesión el 15 de febrero de 1948, Barrios es designado secretario de la presidencia. Al ser derrocado el gobierno, el 24 de noviembre de ese año, es expulsado del país junto con varios integrantes de AD, que es ilegalizado por actos terroristas por el presidente Marcos Pérez Jiménez.

## Exilio
Durante su exilio recorrió varios países de Europa y América hasta que decide radicarse en México, en cuya capital funda y dirige el periódico Venezuela Democrática (1952-1956). 

## Últimos años
Regresa al país a principios de 1958 después de la caída de Pérez Jiménez, siendo electo diputado al Congreso Nacional al año siguiente. En 1963 publicó el libro Los días y la política. 
Al inicio de Raúl Leoni (1964-1969) forma parte del gabinete como ministro de Relaciones Interiores, cargo del que se retira para asumir la Secretaría General de AD. En 1968 es postulado como candidato a la Presidencia de la República, pero pierde ante el representante del partido socialcristiano Copei, Rafael Caldera. 
Entre 1974 y 1979 fungió como presidente del Congreso de la República y el encargado de juramentar a Carlos Andrés Pérez como presidente de Venezuela, el 12 de marzo de 1974. Falleció en Caracas el 30 de mayo de 1993, siendo sepultado en su ciudad natal, Acarigua, conforme a su voluntad. Ha sido catalogado por el historiador Manuel Caballero como un «"Número Dos" de Primera».

## Libros
- Bolívar nos pertenece. (1938). (Coautor junto a Félix Gordón Ordás, Aurelio Manrique y la Unión de revolucionarios latino-americanos).[4]
- Los días y la política. (1963).[5]
- X Convención de Gobernadores. (1966).[6]
- Iconografía Rómulo Gallegos. (1980).[7]
- La imperfecta democracia. (1981).[8]
- Rómulo Gallegos, parlamentario, Volumen1. (1981).[9]
- Rómulo Gallegos, el poder civil. (1984).[10]